# Mashkinonje Provincial Park
Mashkinonje Provincial Park är en park i Kanada.   Den ligger i provinsen Ontario, i den sydöstra delen av landet, 400 km väster om huvudstaden Ottawa. Mashkinonje Provincial Park ligger 198 meter över havet.
Terrängen runt Mashkinonje Provincial Park är mycket platt. Trakten runt Mashkinonje Provincial Park är nära nog obefolkad, med mindre än två invånare per kvadratkilometer.. Närmaste större samhälle är French River, 14,3 km sydväst om Mashkinonje Provincial Park. 
I omgivningarna runt Mashkinonje Provincial Park växer i huvudsak blandskog.